# Cerchysiella xanthopus
Cerchysiella xanthopus är en stekelart som först beskrevs av Masi 1917.  Cerchysiella xanthopus ingår i släktet Cerchysiella och familjen sköldlussteklar. Inga underarter finns listade i Catalogue of Life.